# McLaren driver development programme
 (avril 2025).
La mise en forme du texte ne suit pas les recommandations de Wikipédia : il faut le « wikifier ».
Les points d'amélioration suivants sont les cas les plus fréquents. Le détail des points à revoir est peut-être précisé sur la page de discussion.
- Les titres sont pré-formatés par le logiciel. Ils ne sont ni en capitales, ni en gras.
- Le texte ne doit pas être écrit en capitales (les noms de famille non plus), ni en gras, ni en italique, ni en « petit »…
- Le gras n'est utilisé que pour surligner le titre de l'article dans l'introduction, une seule fois.
- L'italique est rarement utilisé : mots en langue étrangère, titres d'œuvres, noms de bateaux, etc.
- Les citations ne sont pas en italique mais en corps de texte normal. Elles sont entourées par des guillemets français : « et ».
- Les listes à puces sont à éviter, des paragraphes rédigés étant largement préférés. Les tableaux sont à réserver à la présentation de données structurées (résultats, etc.).
- Les appels de note de bas de page (petits chiffres en exposant, introduits par l'outil «  Source ») sont à placer entre la fin de phrase et le point final[comme ça].
- Les liens internes (vers d'autres articles de Wikipédia) sont à choisir avec parcimonie. Créez des liens vers des articles approfondissant le sujet. Les termes génériques sans rapport avec le sujet sont à éviter, ainsi que les répétitions de liens vers un même terme.
- Les liens externes sont à placer uniquement dans une section « Liens externes », à la fin de l'article. Ces liens sont à choisir avec parcimonie suivant les règles définies. Si un lien sert de source à l'article, son insertion dans le texte est à faire par les notes de bas de page.
- La présentation des références doit suivre les conventions bibliographiques. Il est recommandé d'utiliser les modèles {{Ouvrage}}, {{Chapitre}}, {{Article}}, {{Lien web}} et/ou {{Bibliographie}}. Le mode d'édition visuel peut mettre en forme automatiquement les références.
- Insérer une infobox (cadre d'informations à droite) n'est pas obligatoire pour parachever la mise en page.

Pour une aide détaillée, merci de consulter Aide:Wikification.
Si vous pensez que ces points ont été résolus, vous pouvez retirer ce bandeau et améliorer la mise en forme d'un autre article.
Le McLaren Driver Development Programme, anciennement connu sous le nom de McLaren Young Driver Programme, est un programme de développement des pilotes géré par McLaren. Son objectif est d'offrir des conseils, une assistance et un soutien année après année pour aider les jeunes pilotes prometteurs à gravir les échelons du sport automobile. Le programme était également connu auparavant sous le nom de McLaren-Honda Young Driver Programme et de McLaren-Mercedes Young Driver Support Programme, reflétant les accords de moteurs avec Honda et Mercedes, respectivement.
Le participant le plus notable du programme est Lewis Hamilton, qui a rejoint le programme alors qu'il faisait du karting et a finalement intégré l'équipe McLaren Racing. Il a remporté le championnat des pilotes de Formule 1 à sept reprises entre 2008 et 2020, le championnat 2008 ayant été remporté avec McLaren. Hamilton est actuellement le seul diplômé du programme à avoir remporté un championnat du monde des pilotes.
En 2025, neuf pilotes du programme ont rejoint la Formule 1, dont quatre ont fait leurs débuts directement avec l'écurie McLaren F1 : Lewis Hamilton en 2007, Kevin Magnussen en 2014, Stoffel Vandoorne en 2016 et Lando Norris en 2019 . Hamilton et Norris ont remporté plusieurs Grand Prix avec l'équipe.

## Histoire
Le programme a été fondé en 1998 par McLaren et Mercedes sous le nom de McLaren-Mercedes Young Driver Support Programme. Le programme a notamment recruté Lewis Hamilton, Nick Heidfeld et Nicolas Minassian parmi ses premiers pilotes. De 2019 à 2021, aucun pilote ne faisait partie du programme. Le PDG de McLaren Racing, Zak Brown, a déclaré que cela était dû à l'approche « très ciblée » de l'équipe et à la composition déjà stable de l'équipe de Formule 1, ce qui signifie qu'il serait difficile pour les jeunes pilotes de trouver une place en Formule 1,.
En avril 2023, le programme des jeunes pilotes a été remplacé par le programme de développement des pilotes. Plus tard en octobre, le programme a signé sa première pilote féminine, Bianca Bustamante, qui a représenté McLaren lors de la saison 2024 de la F1 Academy,. En octobre 2024, le programme a signé sa deuxième pilote féminine en la personne d' Ella Lloyd, qui représentera McLaren lors de la saison 2025 de la F1 Academy à la place de Bustamante, qui a quitté la série après avoir terminé sa deuxième saison (les pilotes de la F1 Academy étant limitées a deux saisons),.

## Pilotes actuels
| Pilote                | Depuis | Catégorie actuelle                                                            | Titres en tant que membre du programme de développement des pilotes McLaren |
| --------------------- | ------ | ----------------------------------------------------------------------------- | --------------------------------------------------------------------------- |
| Ugo Ugochukwu         | 2021-  | Championnat du Moyen-Orient de Formule régionale Championnat de Formule 3 FIA | Euro 4 Championship (2023) FIA FR World Cup (2024)                          |
| Pato O'Ward           | 2023-  | IndyCar Series IMSA SportsCar Championship                                    | Aucun                                                                       |
| Brando Badoer         | 2024-  | Championnat du Moyen-Orient de Formule régionale Championnat de Formule 3 FIA | Aucun                                                                       |
| Alex Dunne            | 2024-  | Championnat de Formule 2 FIA                                                  | Aucun                                                                       |
| Dries van Langendonck | 2024-  | Karting (OK)                                                                  | Aucun                                                                       |
| Martinius Stenshorne  | 2024-  | Championnat de Formule 3 FIA                                                  | Aucun                                                                       |
| Ella Lloyd            | 2025-  | F1 Academy Championnat britannique de F4                                      | Aucun                                                                       |

## Pilotes passés en Formule 1
Cette liste contient les pilotes qui ont évolué vers la Formule 1 avec le soutien de McLaren. Par conséquent, les pilotes qui ont bénéficié d'un soutien dans le passé et qui sont entrés en Formule 1 par d'autres moyens, comme Nick Heidfeld et Gabriel Bortoleto, ne sont pas inclus.
| Pilote            | Expérience dans l'Académie | Expérience dans l'Académie | Expérience en F1 avec McLaren | Expérience en F1 avec d'autres équipes     |
| Pilote            | Années                     | Ancienne catégorie | Expérience en F1 avec McLaren | Expérience en F1 avec d'autres équipes     |
| ----------------- | -------------------------- | --- | ----------------------------- | ------------------------------------------ |
| Lewis Hamilton    | 1998-2006                  | Karting (1998-2001) Championnat de Grande-Bretagne de Formule Renault (2002-2003) Formule 3 Euro Séries (2004-2005) GP2 Series (2006) | 2007-2012                     | Mercedes (2013-2024) Ferrari (2025-)       |
| Kevin Magnussen   | 2010-2013                  | Championnat d'Allemagne de Formule 3 (2010) Championnat de Grande-Bretagne de Formule 3(2011) Formule Renault 3.5 Series (2012-2013)  | 2014-2015                     | Renault (2016) Haas (2017-2020 ;2022-2024) |
| Stoffel Vandoorne | 2013-2016                  | Formule Renault 3.5 Series (2013) GP2 Series (2014-2015) Super Formula (2016)                                                         | 2016-2018                     | —                                          |
| Lando Norris      | 2017-2018                  | Championnat d'Europe de Formule 3 FIA (2017) Championnat de Formule 2 FIA (2018)                                                      | 2019-                         | —                                          |

## Anciens conducteurs
| Pilotes             | Années    | Catégorie | Ecurie de F1                                                                                              |
| ------------------- | --------- | --- | --- |
| Wesley Graves,      | 1998      | Karting (1998) | Aucune |
| Nicolas Minassian   | 1998      | Championnat international de Formule 3000 (1998) | Aucune |
| Norman Simon        | 1998      | Championnat d'Allemagne de Formule 3 (1998) | Aucune |
| Ricardo Zonta       | 1998      | FIA GT Championship (1998) | BAR (1999-2000) Jordan (2001) Toyota (2004-2005)                                                          |
| Nick Heidfeld       | 1998-1999 | Championnat international de Formule 3000 (1998-1999) | Prost (2000) Sauber (2001-2003; 2010) Jordan (2004) Williams (2005) BMW Sauber (2006-2009) Renault (2011) |
| Mário Haberfeld     | 1999      | Championnat international de Formule 3000 (1999) | Aucune |
| Cheng Congfu        | 2003–2006 | Championnat de Grande-Bretagne de Formule Renault (2003-2006) | Aucune |
| Giedo van der Garde | 2006      | Formula 3 Euro Series (2006) | Caterham (2013)                                                                                           |
| Oliver Rowland      | 2007-2010 | Karting (2007-2010) | Aucune |
| Alexander Albon     | 2010      | Karting (2010) | Toro Rosso (2019) Red Bull Racing (2019-2020) Williams (2022-)                                            |
| Jack Harvey         | 2010      | Formula BMW Europe (2010) | Aucune |
| Petri Suvanto       | 2010      | Formula BMW Europe (2010) | Aucune |
| Oliver Turvey       | 2010-2011 | GP2 Series (2010-2011) | Aucune |
| Ben Barnicoat       | 2010-2015 | Karting (2010-2013) Formula Renault 2.0 NEC (2014) Eurocup Formula Renault 2.0 (2014-2015)                                                                                         | Aucune |
| Nyck de Vries       | 2010–2018 | Karting (2010-2011) Eurocup Formula Renault 2.0 (2012-2014) Formula Renault 2.0 Alps (2013-2014) Formula Renault 3 .5 Series (2015) GP3 Series (2016) Championnat de Formule 2 FIA | Williams (2022) AlphaTauri (2023)                                                                         |
| Tom Blomqvist       | 2012      | Championnat d'Europe de Formule 3 (2012) | Aucune |
| Andrew Tang         | 2012      | Karting (2012) | Aucune |
| Nobuharu Matsushita | 2015-2017 | GP2 Series (2015-2016) FIA Formula 2 Championship | Aucune |
| Nirei Fukuzumi      | 2016-2017 | GP3 Series (2016-2017) | Aucune |
| Sérgio Sette Câmara | 2019      | FIA Formula 2 Championship | Aucune |
| Álex Palou,         | 2023      | IndyCar Series (2023) | Aucune |
| Ryō Hirakawa        | 2023-2024 | Super Formula (2023) Championnat du monde d'endurance FIA (2023-2024) | Aucune |
| Gabriel Bortoleto   | 2024      | Championnat de Formule 2 FIA (2024) | Sauber (2025)                                                                                             |
| Bianca Bustamante   | 2024      | F1 Academy (2024) Formula Winter Series (2024) Championnat de Grande-Bretagne de Formule 4 (2024) Championnat d'Italie de Formule 4 (2024) Championnat d'Euro 4 (2024)             | Aucune |

- Les titres de championnat sont mis en évidence en gras.

## Remarques
1. ↑  Badoer was signed to the programme as "optioned driver" in 2023 before earning full junior status in 2024[10].
2. 1 2  Driver was simultaneously a member of the Honda Formula Dream Project.
3. ↑  Hirakawa was simultaneously a member of the TGR Driver Challenge Program.